# SuperPower
Super Power (в русской локализации получила название «Война цивилизаций») — мировой симулятор, серия компьютерных игр в жанре глобальных стратегий. Разработанная компанией Golem Labs, а издана DreamCatcher Interactive в 2002 году, в России локализована компанией Медиа-Сервис 2000, в продажах с апреля 2003 года.
В Super Power игрок может управлять одним из существующих в мире государств, в трех основных аспектах:
- Политическом
- Экономическом
- Военном

## Особенности игры
- Действие игры происходит в пошаговом режиме, шаг равен неделе. Начало игры 1 января 1997 года.
- Демография носит более информационный характер.
- Строительство включает основание городов и военных баз.
- Исследования включают гражданскую и военную сферы.
- Присутствует конструктор военных единиц.
- Бой происходит на упрощенной карте типа "вид со спутника". Группировка отображается значком независимо от числа включенных единиц. Формируются группы произвольно. Группе дается задание - тип поведения и цель (точка на карте или группа противника). Бой идет в реальном времени с управляемой паузой.

## Недостатки
- Не отображены карликовые государства (Ватикан, Монако, Катар и др.).
- В состав России входят Белоруссия, Закавказье (Грузия, Армения, Азербайджан), и Центральная Азия (Казахстан, Киргизия, Узбекистан, Таджикистан и Туркменистан).
- В Восточной Европе по-прежнему существуют Югославия (в границах 1980 г.) и Чехословакия, Литве принадлежит Калининградская область, Молдавия разделена между Украиной (Приднестровье) и Румынией (основная часть страны).
- Япония владеет южнокурильскими островами (Итуруп, Кунашир, Шикотан и Хабомаи).
- Пакистану принадлежит Северный Кашмир (законным владельцем является Индия)
- Слабая реализация дипломатии, ограничены возможности влияния на государства.

## Интересные факты
- По мере использования ядерного оружия, возрастает шкала земного радиационного фона. Если она достигнет критического уровня, то игра считается проигранной. При этом, игрок получает лишь текстовое сообщение, утверждающее что игрок не получит ни видео ни изображение ядерного гриба, так как это бы поощряло игрока за вызывание ядерного катаклизма.